# 自恋刑警
自恋刑警（又译：花痴刑警，骄傲刑警，刑警自戀狂）是日本TBS自2010年7月9日到同年9月17日于22时至22时54分（日本标准时间，JST，UTC+9）在TBS週五連續劇时间段播出的电视连续剧，该剧集初回加长15分钟（22时至23时09分）。

## 劇情概要
警視廳世田谷街警察署的警察「自戀」（事實上也正如其名）每偵破一起案件，就會與案件中的女性犯人墜入情網。不過大部分都只是他單方面的愛戀，所以每回他提出求婚時，犯人寧願選手銬也不願跟他結婚。具有傑出推理功力，戀愛上老是被女生發好人卡的自戀刑警，是否能從嫌犯中找到自己的真命天女呢？

## 主要角色（演員）
自恋（长濑智也）（粵語配音：陳欣）
警视厅世田谷街警察署刑警，29岁单身，本名小暮己，1980年11月5日生，与生俱来的恋爱体質。
曾在警视厅工作，据称是强行犯搜查系王牌，曾因银行抢劫案和多摩川河女尸案获得过警视总监奖。据称因父亲写书揭发警界黑暗而被下放，自恋五人组一员。因为银行抢劫案的侦查工作与日暮里惠相遇并交往，并在二人订婚后与琦玉县所泽购买了公寓，每天上下班单程就都要花费一个半小时，在被里惠抛弃后，每天独自一人回家，被称“哭泣之屋”。喜欢的人往往最终发现都是犯人，在同犯人交代案情时会穿全白的西装西裤皮鞋并经常与犯人在大黑埠头碰面，在犯人交代完案情后会让犯人选择入狱服刑还是同自己结婚，但是犯人往往都是选择前者。
喜欢喝咖啡。很会跳舞，并且在逮捕犯人前基本都会跳上一段。因为被里惠抛弃而开始學習繪畫，當上世田谷街警署刑警後，同時負責繪製犯人的肖像畫。最终同里惠登记结婚。

### “I am I”酒吧中的人物
栗桥诚（坂東三津五郎）（粵語配音：張炳強）
国际女子短大心理学部教授。
最先的自恋四人组成员。在追求玲子妈妈。栗桥有出版恋爱教学的视频教材，不过内容有些近似于伪科学。曾在電視的辯論節目中被青木玉惠罵到哭。
本城運命（生田斗真）（粵語配音：黃榮璋）
演员，26岁单身。
最先的自恋四人组成员。居无定所，经常在剧集中出演尸体，在剧中剧《自恋刑警》中饰演自恋，但是在大街上没人认出他来。总是用“嗨”来回应他人，常被人說「臉很煩」。曾喜欢上羽毛球国手萩尾但是最终被抛弃。
松冈征士郎（要润）（粵語配音：李凱傑）
“Sweet松岡Boy”蛋糕房糕点师。
最先的自恋四人组成员。擅长百果搭，会说七国语言的“我爱你”，曾被人陷害为杀人凶手，但最终被自恋解了围。
穴井贵一（矢作兼）（粵語配音：巫哲棋）
写真摄影师，38岁单身。
最先的自恋四人组成员。自我介绍时的口头禅是“把中井贵一的中换成穴，一，二，穴井贵一”。自称“无论怎样的女人，十分钟内只让她剩两点。曾被黑社会诈骗不过最终被自恋解了围。摘了眼睛据称很像本城的奶奶。
五郎（少路勇介）（粵語配音：張方正）
“I am I”酒吧的酒保。
所说的话经常被自恋五人组所无视，但是总是一语命中要点。有女朋友，会吹萨克斯。
玲子妈妈（森下爱子）（粵語配音：袁淑珍）
“I am I”酒吧的老板娘。
经常喝酒喝到不省人事，每逢星期一露面，毒舌属性，经常使用笔谈，一直到完結篇時大家才知道她會說話。

### 其他人物
日暮里惠（中岛美嘉）（粵語配音：林芷筠）
云雀银行抢劫案主谋，為了避免自己的真實身分被識破先與自戀相遇並交往，表現出愛吃醋的樣子，最後因為「吃醋吃膩了」而與自戀分手。之後與冴木在交友網站相識而訂婚。雖然已經與冴木結婚，但是並沒有入籍，所以沒有改夫姓。完結篇中，被自戀查出她的真正身分。自戀依照慣例向她求婚，這次她同意與自戀結婚，結婚登記書也已經準備好，但因為她有案在身必須逮捕，所以婚禮上自戀給她的不是戒指而是手銬。
原来头发为红色，后来染成黑色。会做很可爱的便当。
冴木优（荒川良良）（粵語配音：劉昭文）
警视厅世田谷街警察署刑警，主动从警视厅强行犯搜查系调职到世田谷界警署。
与自恋在车站外因为帮自恋捡橙子而遇见，经常与妻子玩小游戏。不能喝酒，很容易醉倒。字寫的相當潦草，難以辨認。直到最後才知道自己的妻子不但是自戀的前女友，還是銀行搶案的主謀。完結篇時與里惠離婚，之後升職調任至警視廳搜查科。
叶造（西田敏行）（粵語配音：譚炳文）
自恋的父亲，曾任福岛县警署总部部长，曾写书曝光警察界的黑暗。往往能一眼看出犯人是谁。以儿子为原型写出了《自恋刑警》系列小说并以此获得了第二十届“震撼世人的悬疑之作”新人奖。背着家人用退休金在家门口为自恋的妈妈捐了一台按钮式信号灯。
町田（小松和重）（粵語配音：李錦綸、陳廷軒（代配））
警视厅世田谷街警察署刑警。
很怕見到案發現場的遺體。
登户（室刚）（粵語配音：劉奕希）
警视厅世田谷街警察署刑警。
已有妻室和孩子，但与小山女警有不伦恋情。
小山（伊藤修子）（粵語配音：蔡惠萍）
警视厅世田谷街警察署女警，喜歡聊八卦，与登户有不伦恋情。
南（西庆子）（粵語配音：袁淑珍）
警视厅世田谷街警察署女警，喜歡聊八卦。
田代（桥本润）（粵語配音：梁志達）
剧中剧《自恋刑警》的导演，有同性恋倾向，最後和女演員结婚，因此也有雙性戀的性向。
女演员（远山景织子）（粵語配音：羅杏芝）
出演剧中剧《自恋刑警》的女演员并出演叶造想象中的人物。最终与田代导演结婚。

## 各话剧情及出场人物

### 第一话·初恋篇
自恋在车站外遇到了自己的梦中情人，他来到一家酒吧中寻求帮助，谁知他竟与她（贵崎惠理子）再次在办案地点相见了。正准备追求贵崎惠理子的他突然发现自己的前女友里惠再次出现，并且还同自己的新搭档冴木订婚了……
贵崎惠里子（加藤爱）（粵語配音：張頌欣）
游戏公司Madison营业部职员。曾与宫本交往，之後被拋棄，通过调换ID卡手段进入设计室想要删除设计资料时被发现，因為怕事機敗露而將宫本殺害。
与自恋在地铁站相遇，被自恋所追求。
宫本克也（猪岐英人）（粵語配音：蘇強文）
游戏公司Madison企划部王牌，曾霸占贵崎惠理子的设计，反被殺害。
結婚後不久就遭到謀害。
丽莎（Rio）（粵語配音：陳凱婷）（完結篇）
在超市中盗窃时，被自恋上前搭讪并被自恋带去咖啡馆约会，不明真相的她，在咖啡馆与自恋交谈时因为自身的壓力而說出了自己的竊盜行為，悲痛万分的自恋即使內心相當掙扎，最終還是將她帶到警署投案。完結篇中，出狱後的麗莎邊偷竊邊主動接近自戀，一直到她再度被捕為止，自戀完全把她當空氣。
樱木（须藤公一）（粵語配音：陳廷軒）
游戏公司Madison营业部职员。被惠理子陷害。

### 第二话·治愈系
自恋在按摩时遇见了拥有“治愈之手”的按摩师小沼，可是突然间小沼突然辞职了。辖区内诈骗的案件频繁的发生，而案件似乎就与这个按摩师有关……
小沼（苍井优）（粵語配音：高可慧）
手牵手按摩店店员，有着一双能够“治愈”他人的手。曾与小沼秀树结婚并与他人合谋将其杀害骗得保险金，是詐騙慣犯，在再次行骗时被自恋发现。
茂木良郎（皆川猿时）（粵語配音：馮錦堂）
小沼婚姻诈骗的受害者，之後再度被小沼所騙，差點因為保險金而慘遭毒手。
中村梅雀（本人飾演）（粵語配音：陳卓智）
原本將演出劇中劇《自戀刑警》中的自戀角色，但是由於自己無法完美詮釋角色，主動退出了拍攝工作，退出前推荐了本城运命演出自恋的角色。

### 第三话·野心家
自治党议员自杀，他的妻子青木玉惠关键时刻顶替已故的丈夫参加竞选，自恋却被青木玉惠的声音所折服，在间接接近青木玉惠的同时，也发现了不少疑点……
青木玉惠（樋口可南子）（粵語配音：陸惠玲）
本姓小野澤。青木拓男的妻子，自治党人，原為女主播，代替丈夫参加众议院议员候补选举，因识破丈夫毒杀她的伎俩，反過來逼迫丈夫自殺，最终被自恋发现。
青木拓男（浅野和之）（粵語配音：林國雄）
原自治党众议院议员，青木玉惠父亲的秘书，她的丈夫，因为玉惠的父亲洗钱，小野泽家族逼迫青木拓男自杀以平息事件。因遭逼迫，想毒杀妻子，却被识破，最终被逼喝下毒酒自杀。

### 第四话·在地流
在多摩川河旁发现一具尸体，經調查被害人姓名為羽柴佑子，自恋竟然在看到被害人照片后无可救药的爱上了被害人！而此时，穴井在一家加油站里，遇见了加油站女孩昭岛百合，穴井决定与她约会……
羽柴佑子（户田惠梨香）（粵語配音：黃淑芬）
23岁，高中畢業後在小鋼珠店工作，与母亲相依为命，之后离家出走。腰后有纹身，自恋在看见她的照片后彻底迷上他，并对她充滿了幻想。
在ENEOS加油站打工，化名昭岛百合，与穴井约会，與前辈濱名一起诈骗穴井，被自恋发现。
羽柴幸江（伊藤和枝）（粵語配音：黃鳳英）
佑子的母亲。但佑子並非他的親生女兒。
濱名友和（伊达干生）（粵語配音：陳廷軒）
与佑子相恋，被妻子发现并威胁杀掉他及佑子，在殺了妻子後將妻子的遺體偽裝成羽柴佑子。

### 第五话·甜點迷
松冈在自己的甜点教室里遇到了三位美女人妻，不过他们的丈夫却接连遭到毒杀。自恋在前去她们丈夫的葬礼上调查时，都會遇見那位全身散發着光芒的女性......
前原信子（药师丸博子）（粵語配音：陸惠玲）
過去曾是醫院的護士，因故離職後將用作治療氣喘的藥物布塔米爾（Butamil）偷偷帶出院。在一次偶然的機會得知村上、大桥和樱井三人對自己的婆婆不滿，甚至想殺了自己的丈夫，因此將自己擁有的藥物賣給她們。她是唯一接受自戀求婚的女犯人，但是被自戀看出破綻，最後遭到了逮捕。
這個藥物並不會致人於死，僅會出現腹痛及噁心的副作用，但若與點滴中的成分「鮑林」混和，致死率高達90%。此為村上、大橋和樱井三人丈夫的死因。
村上清美（原史奈）（粵語配音：劉惠雲）
30岁，结婚四年，“Sweet松岡Boy”甜点教室的学生，使用從前原那得到的藥物毒殺了丈夫，並嫁禍給松岡。
大桥琴美（山口萌）（粵語配音：梁少霞）
34岁，有两个孩子，“Sweet松岡Boy”甜点教室的学生，以加了的藥物蛋糕毒殺了丈夫，並嫁禍給松岡。
樱井遥（手岛优）（粵語配音：張頌欣）
25岁，巨乳，原本是“Sweet松岡Boy”甜点教室的学生，因為松岡被捕，因此到另一間甜點教室學作蛋糕，蛋糕才剛做好就被警方約談。毒殺丈夫的計畫沒有成功。
遙一結束約談就被冴木連拖帶拉的送回家，蛋糕留在警署會客室桌上，被回到警署的登戶吃下而中毒。
前原阳平（小木博明）（粵語配音：林保全）
信子的丈夫。

### 第六话·冤家
原羽毛球队国手田尻遭到袭击，她的孩子还被绑架了，自恋开始着手这起案件。本城运命在车站外碰翻了自己买的橙子，却意外的遇到了萩尾由美……
萩尾由美（小雪）（粵語配音：程文意）
原奥林匹克羽毛球运动员，因为嫉妒田尻，而绑架了她的孩子，接受本城的追求，之後却將他拋棄。
田尻绘美（小原正子）（粵語配音：雷碧娜）
原奥林匹克羽毛球运动员，隐退后进入娱乐界拍摄半裸照，儿子遭到荻尾绑架。

### 第七话·沙锤之诗
福原直美谋杀安藤和马案的时效就要过了，警方准备撤销案件。自恋四人组在酒吧里待上了三十个小时，就在他们离去之时，酒吧里突然来了一位红衣美女……
福原直美（小泉今日子）（粵語配音：鄭麗麗）
原为安藤家的保姆，與安藤和馬有不倫關係。1995年杀害了安藤和马，在“I am I”酒吧外与自恋四人组见面，假扮成栗橋的學生板倉里奈，最終被自戀發現真相。
安藤五月（木野花）（粵語配音：黃鳳英）
安藤和马的妻子，发现了福原与她丈夫的不伦之恋，却刻意裝做不知情。在丈夫换上绝症后，恳求福原结束丈夫的生命，并协助福原逃亡。在案件时效到达的那天去世。
安藤和马（村松利史）（粵語配音：盧國權）
研究癌症方面的权威，曾与福原发生不伦之恋，在患上绝症后写下遗书，请求心爱的人结束他的生命，最终被福原勒斃。

### 第八话·大人物
自恋和冴木都被奇怪的人所跟踪，这使得自恋春心荡漾。自恋的父亲小说《自恋刑警》获奖，而在领奖时遇见了让他动心的九十九千里，随后他来到酒吧向自恋四人组求助……
九十九千里（三田佳子）（粵語配音：黃鳳英）
著名悬疑小说家，由于新作品被大眾嚴厲批判，就以作品中的方式謀害他人，最终被自恋发现。
同时被自恋和自恋的父亲追求，最终拒绝了他们。
马场清（吉田贵哉）（粵語配音：陳卓智）
35岁，食物配送公司“Very Good”的职员，九十九千里的书迷，但是自己瘋狂的行為讓九十九千里相當困擾，被九十九千里所杀害。

### 第九话·旺火
自恋被周围人怂恿着去相亲，而相亲对象是个长得有点土气的图书管理员。自恋的母亲千鹤子也来到了东京，这时自恋的爸爸却一直躲着千鹤子……
千鹤子（竹下景子）（粵語配音：黃鳳英）
自恋的母亲，当年与叶造奉子成婚，来到东京与自恋的相亲对象见面。
藤泽知世（光浦靖子）（粵語配音：許盈）
图书管理员，本部总务部长女儿。喜欢栗桥诚，便在逾期還書的讀者家中縱火，希望藉此吸引栗橋的注意。
藤泽一志（本田博太郎）（粵語配音：盧國權）
本部总务部长，曾被自恋的父亲在告发书中举报。因为希望自恋与自己女儿结婚，以让自己女儿无罪，而向自恋下跪。
宇野（猪野学）（粵語配音：馮錦堂）
消防队员。

### 第十话·姊妹淘
里惠抛弃了冴木，冴木和自恋住在一起。女学生在泳池中被杀，自恋奉命调查此案，却在调查途中遇到了一对漂亮的母女…
结城明日香（石田百合子）（粵語配音：許盈）
小茜的母亲，和女儿感情很好，嫉妒小茜的朋友早纪，以为女儿和她要合谋把自己杀死，所以把早纪杀害了。
结城茜（冈本杏理）（粵語配音：張頌欣）
都立溪西学院高二学生，早纪的朋友，本城运命的影迷。
宫下早纪（相乐树）（粵語配音：黃淑芬）
都立溪西学院高二学生，小茜的朋友，也是本城运命的影迷，被小茜的母亲所嫉妒，隨後被殺害。

### 最终话·紅色彗星
警方公布了云雀银行抢劫案逃犯的肖像画，警方都在全力追捕。自恋在去剧团看戏时，突然喜欢上剧团里的一位演员，但是自戀直到最後才知道「她」真正的身分，以及搶案的真正主謀.....
樱市太郎（中村七之助）（粵語配音：陳卓智）
网名“神”，曾参加云雀银行抢劫案，腿部因而中弹。里惠的弟弟，也与里惠一同抢劫，之後成為演員，以男扮女裝的造型參與劇團“夜樱一座”的戲劇演出。本名根本利之。姐姐的姓氏日暮為父姓，弟弟的姓氏根本為母姓。
银之助（池田成志）（粵語配音：林保全）
劇團“夜樱一座”的負責人。
小林伸和（八神莲）（粵語配音：胡家豪）
网名“月”，曾参加云雀银行抢劫案。
长井进（阿部亮平）（粵語配音：張方正）
网名“无”，曾参加云雀银行抢劫案。
高峰（酒井若菜）（粵語配音：張頌欣）
接替冴木職務的女刑警。

## 音乐
片头曲
《うぬぼれ愛のテーマ～2010》
主题曲
TOKIO《NaNaNa》
插曲
中島美嘉《一番綺麗な私を》

## 收视率
| 各話            | 播放日期      | 日文标题 | 中文标题 | 主要客串演员 | 导演       | 收视率 |
| --------------- | ------------- | -------- | -------- | ------------ | ---------- | ------ |
| 第1話           | 2010年7月09日 |          | 初恋篇   | 加藤爱       | 宮藤官九郎 | 12.2%  |
| 第2話           | 2010年7月16日 |          | 治療系   | 苍井优       | 宮藤官九郎 | 7.9%   |
| 第3話           | 2010年7月23日 |          | 野心家   | 樋口可南子   | 吉田健     | 7.3%   |
| 第4話           | 2010年7月30日 |          | 在地黨   | 户田惠梨香   | 土井裕泰   | 8.5%   |
| 第5話           | 2010年8月6日  |          | 甜點迷   | 药师丸博子   | 金子文紀   | 8.3%   |
| 第6話           | 2010年8月13日 |          | 冤家     | 小雪         | 吉田健     | 6.8%   |
| 第7話           | 2010年8月20日 |          | 沙锤之诗 | 小泉今日子   | 土井裕泰   | 8.0%   |
| 第8話           | 2010年8月27日 |          | 大人物   | 三田佳子     | 吉田健     | 7.2%   |
| 第9話           | 2010年9月3日  |          | 旺火     | 竹下景子     | 土井裕泰   | 6.5%   |
| 第10話          | 2010年9月10日 |          | 姊妹淘   | 石田百合子   | 吉田健     | 7.1%   |
| 最終話          | 2010年9月17日 |          | 紅色彗星 | 中村七之助   | 宮藤官九郎 | 8.7%   |
| 平均收视率 8.1% |               |          |          |              |            |        |

## 獎項
- 第66回日劇學院賞最佳劇本：宮藤官九郎
- 第66回日劇學院賞最佳導演：宮藤官九郎、吉田健、土井裕泰

## 外部連結
- TBS官方網站 （页面存档备份，存于）

| 日本 TBS電視台 星期五 22:00-22:50          | 日本 TBS電視台 星期五 22:00-22:50    | 日本 TBS電視台 星期五 22:00-22:50 |
| ------------------------------------------ | ------------------------------------ | --------------------------------- |
|                                            | 自戀刑警 （2010.07.09 - 2010.09.17） |                                   |
| 不良仔與眼鏡妹 （2010.04.23 - 2010.06.25） | SPEC （2010.10.08 - 2010.12.17）     |                                   |

| 香港 無綫劇集台 星期日 17:30-19:15                          | 香港 無綫劇集台 星期日 17:30-19:15   | 香港 無綫劇集台 星期日 17:30-19:15   |
| ----------------------------------------------------------- | ------------------------------------ | ------------------------------------ |
|                                                             | 自戀刑警 （2011.04.10 - 2011.05.15） |                                      |
| 美麗慌鄰 （2011.03.06 - 2011.04.03）                        | 跳舞醫生 （2011.05.15 - 2011.06.19） |                                      |
| 香港 無綫電視J2台 星期五 22:30-23:30 · 6月1日起 21:30-22:30 |                                      |                                      |
| 原來是美男 （2012.02.10 - 2012.04.27）                      | 自戀刑警 （2012.05.04 - 2012.07.13） | 冷獸醫 （2012.08.24 - 2012.10.19）   |
| 香港 高清翡翠台 星期日09:00-11:00                           |                                      |                                      |
| 月之戀人 （2013.03.24 - 2013.04.21）                        | 自戀刑警 （2013.04.28 - 2013.06.02） | 跳舞醫生 （2013.06.09 - 2013.07.14） |

| 臺灣 緯來日本台 星期一至五 20:00-22:00 · （睌上8-10點一天一次撥最新兩集） | 臺灣 緯來日本台 星期一至五 20:00-22:00 · （睌上8-10點一天一次撥最新兩集）  | 臺灣 緯來日本台 星期一至五 20:00-22:00 · （睌上8-10點一天一次撥最新兩集） |
| ------------------------------------------------------------------------- | -------------------------------------------------------------------------- | ------------------------------------------------------------------------- |
|                                                                           | 刑警自戀狂 （2013.07.19 - 2013.07.26）                                     |                                                                           |
| 我姊是惡魔 （2013.07.12 - 2013.07.18）                                    | 王牌大律師 （2013.07.29 - 2013.08.05） 王牌大律師之賤招百出 （2013.08.06） |                                                                           |